# ガールズザウルス
『ガールズザウルス』は、楠桂の日本の漫画作品。最初は『週刊少年サンデー超』（小学館）にて連載された後、掲載誌を『月刊サンデーGENE-X』（小学館）に移して『ガールズザウルスDX』と題名を変えて連載していた。

## あらすじ
ある日、ごく普通の少年・知立真悟は、怪物のような女の子に襲われ瀕死の重傷になって以来、女性恐怖症となってしまう。知立は容態が回復した後、その女の子への復讐と女性恐怖症の克服のためボクシング部に入部するが、怪物のような女の子の正体は驚異のダイエットで美少女になった西春遙だった。遥との出会い以降、知立は様々な個性の女子（ガールズザウルス）と関わっていくことになる。

## 登場人物
登場人物の苗字は、全て愛知県内の駅名（名古屋鉄道および名古屋市交通局）である。特に作者の楠が岩倉市在住のため、犬山線および鶴舞線の駅名が多い。
知立 真吾（ちりゅう・しんご）
本作の主人公。ダイエット前の西春遙に襲われ、全治1ヶ月・30針縫うほどの重傷を負わされる。その事がトラウマとなり、重度の女性恐怖症となった。女性恐怖症を治すため、と顧問の扶桑に騙されてボクササイズ部に入部する。
当初はあまりにも平然と開き直る遥に対する復讐心を密かに燃やしていたが、遥を始めとしたガールズザウルス達に振り回される中で（多少ではあるが）心境に変化が生じていく。
西春 遙（にしはる・はるか）
本作のメインヒロイン。ダイエット前、知立に話しかけられたことがきっかけで一目惚れし、裸で知立を襲い重傷を負わせた張本人（遥本人は告白したつもり。しかもその事を「3針縫った怪我」と平然とすり替えている。）。その後、驚異のダイエットを成功させ学校一の美少女に。右胸のダブルほくろが特徴である。怪力を兼ねた怪物級の戦闘力と運動性を誇る上、嫉妬深さも怪物級で、知立が他の女とやり取りしているところに平気で強行突入して場を混乱に陥れるが、これが図らずも知立の危機を救ったこともある。大学生の姉と中学生の妹がいるが、二人が持つ母親譲りの淫乱さは持っていない。
本来は穏やかな性格なのだが、実は特定の時期だけ怒りっぽくなるという厄介な面を抱えており、その時期と知立に告白した日が重なったことから、知立にはすぐに手が出る狂暴な女だと誤解されてしまっている。
終盤、知立が自分のせいで女性恐怖症になったことを薄々だが自覚していくようになる。
金山 希（かなやま・のぞみ）
本能に忠実な知立のクラスメイト。知立を落とすために色々と画策し手段を選ばずに実行する超肉食系にして超攻撃型だが、全て空回り。超幼児体型で、身長はプチサイズ。それが逆に知立に恐れられておらず、相手にされない元となっている。
栄生 晶（さこう・あきら）
ボクササイズ部の部長。知立に因縁をつけて勝負を挑もうとするスタイル抜群の脳ミソ筋肉女で、知立と男（?）同士の裸の付き合い（自身は男になること）を望む。
実は名家のお嬢様なのだが、常にノーブラで言葉遣いも乱暴で用を足す時も男子トイレに平然と入る。
扶桑 忍（ふそう・しのぶ）
知立の女性恐怖症を知る唯一の人物。知立の通う学校の学校医でボクササイズ部の顧問。「女性恐怖症を治すために必要」と巧みな嘘で知立を部に引き入れた張本人でもある。「女性恐怖症を全校にバラす」と事あるごとに知立を脅し、「犬っころ」と呼んでこき使っている。また、自分に都合の悪いことはたちまち部員（ただし知立だけ）に押し付けたり、楽しめたり得になることは率先してやるなど狡猾で享楽的な性格だが、知立が晶の裸を見て倒れてしまった際、それを聞きつけた男子達に記憶消去のごとき洗脳を施して危機を救ったこともある。
知立 昴（ちりゅう・すばる）
知立の妹。唯一、知立が平気な女性だったが、ガールズザウルス達と関わった事をきっかけに急成長した。兄のことが大好きという超兄萌え少女だが、その急成長してしまった身体（とくに身長と胸囲）ゆえに避けられるようになった。もちろん、兄が女性恐怖症になっている事は全く知らない。
荒畑 剛（あらはた・つよし）
料理上手でぽっちゃりフェチの男。ダイエット前の遙を見て一目惚れするが、ダイエットしたことを残念がり、太らせようと色々と画策する。ボクシング部のヘビー級チャンピオンだが、とてつもない乱暴者なために所属しているボクシング部を追放されている。左頬にダイエット前の遥につけられた傷がある。知立とはやがて因縁浅からぬ関係となっていくが知立同様、何だかんだで扶桑の姦計にハメられてしまうことが多い。
塩釜口 苺（しおがまぐち・いちご）
名前からは、到底想像出来ないほどの化け物じみた顔立ちと骸骨並みの体型を持つ最凶最悪の女子。知立に二番目の男になりたいと言われて以来、夜な夜な「抱いてけ～」と出没するようになる。またオカルト（特に黒魔術や呪術）に造詣が深く、それを巧みに使って知立を自分のものにしようとしたが、「愛が無いのは嫌だ」と思い止まり、自分の力で振り向かせようと決意する。著者の別作品「Unな彼女」にもサブキャラとして出演している。
鶴舞 栞（つるまい・しおり）
DXから登場する人物の1人。知立の先輩で、学園のマドンナと呼ばれる男子生徒憧れの存在。かなりの美女だが、自分を見る男たちのだらしなく下卑た顔が嫌いなため、無表情で屈強な男を親衛隊に選出して、自身を守らせていた。遥から逃げるために親衛隊とは知らずに飛び込んでしまった知立と衝突、そのはずみでキスまでされてしまうが、知立に一目惚れしてしまう。しかし、その一目惚れした理由は「キスした後の怯えた顔が良かった」から。また、自前のスパンキングロッドを所持しており、SMの女王様的なサディストぶりは忍に勝るとも劣らない。それ以来、知立を自分の奴隷兼彼氏にすべく、特注のチョーカーをプレゼントしようとするなど、知立に対して積極的になっていく。
星ヶ丘 蛍（ほしがおか・ほたる）
DXから登場する人物の1人で転校生。「方向音痴」や「数歩歩いただけで簡単に、しかも派手に転んで周囲のあらゆるものを徹底的に壊す」「自分の頭にずれた眼鏡も判らない」「着崩れた着物を直すと余計に服が脱げる」など数え上げればきりがない超ドジっ娘。
希同様に小柄だが、実は巨乳で眼鏡が無いと一切物が見えないほどの超ド近眼（眼鏡自体、度が物凄くきつい特注品）。初登場時は転入前の学校の制服だった（小柄で巨乳というアンバランスサイズなため、制服を特注しなければならなかった）。また、アルバイト先の喫茶店でも転んだだけで店を破壊したのみならず客や調理スタッフを入院させ、閉店寸前まで追い込んだ（当然ながら、バイトはクビにされた）。
行動するだけで周囲に甚大な破壊と実害を撒き散らすその様は、まさに「歩く災害」とも言うべきであり、ドジっ娘と言うだけでは済まされない天性のトラブルメーカーにして破壊魔。止めとばかりに自分が起こした破壊行為には全くの無自覚であり、無自覚さにかけても災害レベル。結局、それが周囲に恐れられることとなり、学校では常に孤立させられ、知立と出会うまで友達は一人も出来なかった。だが、その知立も蛍の真の実態を知ってからは避け気味になり、怪物級の戦闘力を持つ遥でさえ、蛍の災害級の破壊力を恐れるようになる。
転校の理由も前の学校の校長に「転校してくれ！」と泣いて土下座されたため（蛍への苦情に耐えかねたことが理由）。
作者の楠ですら「避けたいタイプのキャラ」と言い切っている。
江南 翼（こうなん・つばさ）
DXから登場する人物の1人。知立の同級生で、正真正銘の男子であるが、生まれつきの甘すぎる容姿で他人に「女性の姿」の幻影を見せる。また女装することもある。

## 単行本
単行本は少年サンデー版の「無印」から、サンデーGX版の「DX」に続く形で刊行されており、DX1巻の本体裏表紙に「実は4巻」と注意が書かれている。
- ガールズザウルス、少年サンデーコミックス、全3巻。

1. 2002年 4月18日初版発行 ISBN 4-09-126401-8
2. 2002年 8月9日初版発行 ISBN 4-09-126402-6
3. 2003年12月18日初版発行 ISBN 4-09-126403-4

- ガールズザウルスDX、サンデーGXコミックス、全10巻。

1. 2003年 8月8日初版発行 ISBN 4-09-157231-6
2. 2004年 2月19日初版発行 ISBN 4-09-157232-4
3. 2004年 7月16日初版発行 ISBN 4-09-157233-2
4. 2005年 3月18日初版発行 ISBN 4-09-157234-0
5. 2005年12月19日初版発行 ISBN 4-09-157235-9
6. 2007年 1月19日初版発行 ISBN 978-4-09-157080-2
7. 2007年 7月19日初版発行 ISBN 978-4-09-157099-4
8. 2007年12月19日初版発行 ISBN 978-4-09-157119-9
9. 2008年 5月19日初版発行 ISBN 978-4-09-157134-2
10. 2008年12月19日初版発行 ISBN 978-4-09-157157-1